# Tartus (pokrajina)
Pokrajina Tartus (ar. مُحافظة طرطوس / ALA-LC: Muḥāfaẓat Ṭarṭūs) je jedna od 14 sirijskih pokrajina. Nalazi se na zapadu Sirije. Graniči s pokrajinom Latakijom na sjeveru, pokrajinama Homs i Hama na zapadu, Libanonom na jugu, a sa zapada je oplakuje Sredozemno more. Jedno je od rijetkih područja u Siriji gdje alaviti imaju većinu. Površina pokrajine, ovisno o izvoru, iznosi između 1890 km² i 1892 km². Glavni grad pokrajine je Tartus.

## Naselja
Uz glavni grad Tartus; veća nasleja su Al-Hamidiyah, Al Qadmus, Al-Sawda, Ayn ash Shams, Baniyas, Qusaybah i Safita.

## Okruzi
Pokrajina je podijeljena u 5 okruga i 27 nahija (u zagradama je broj nahija u okrugu):
- Okrug Al-Shaykh Badr (3)
  - Nahija Al-Shaykh Badr
  - Nahija Brummanet al-Mashayekh
  - Nahija Al-Qamsiyah
- Okrug Baniyas (7)
  - Nahija Baniyas
  - Nahija Al-Rawda
  - Nahija Al-Annazah
  - Nahija Al-Qadmus
  - Nahija Hammam Wasel
  - Nahija Al-Tawahin
  - Nahija Talin
- Okrug Duraykish (4)
  - Nahija Duraykish
  - Nahija Junaynet Ruslan
  - Nahija Hamin
  - Nahija Dweir Ruslan
- Okrug Safita (6)
  - Nahija Safita
  - Nahija Mashta al-Helu
  - Nahija Al-Bariqiyah
  - Nahija Sebei
  - Nahija Al-Sisiniyah
  - Nahija Ras al-Khashufah
- Okrug Tartus (7)
  - Nahija Tartus
  - Nahija Arwad
  - Nahija Al-Hamidiyah
  - Nahija Khirbet al-Maazah
  - Nahija Al-Sawda
  - Nahija Al-Karimah
  - Nahija Al-Safsafah

## Vanjske poveznice
- esyria.sy: Tartus  Arhivirana inačica izvorne stranice od 22. ožujka 2009. (Wayback Machine) (engl.)